# Filip Szymczak
Filip Szymczak (ur. 6 maja 2002 w Poznaniu) – polski piłkarz grający na pozycji napastnika w Lechu Poznań.

## Kariera klubowa
Jest wychowankiem Warty Poznań, a od 2013 reprezentuje barwy Lecha Poznań. W rozgrywkach Ekstraklasy zadebiutował 8 lutego 2020 roku w meczu przeciwko Rakowowi Częstochowa, zmieniając Christiana Gytkjaera. Pierwszą bramkę w europejskich pucharach zdobył 27 sierpnia 2020 roku w meczu przeciwko Valmiera FC. 6 listopada 2022 w meczu z Koroną Kielce zdobył pierwszą bramkę dla Kolejorza w Ekstraklasie.

## Sukcesy

### Lech Poznań
- Mistrzostwo Polski: 2024/2025